# Енн із Інглсайду
«Енн із Інглсайду» — шоста книга із циклу про життя Енн Ширлі, який складається з восьми романів. Події розгортаються в Інглсайді. Автор: Люсі Мод Монтгомері. Дата публікації: 1939 рік.

## Сюжет
Енн та її сім'я переїхали із Дому Мрії в Інглсайд. Відтоді вже минуло 9 років. Енн народила 6 дітей. Сім'я живе в любові й турботі, діти ростуть, граються, мріють та знаходять друзів, пізнають радість і горе, правду та брехню. Для Енн настає пора, коли потрібно почати їх відпускати. Коли потрібно самій вчитися на власних помилках, і вкотре досвідчувати любов до рідних, до найрідніших.

## Видання українською мовою
Визнання українських читачів цикл книжок про Енн Ширлі здобув завдяки перекладам Анни Вовченко, які побачили світ у львівському видавництві «Урбіно».

## «Енн» і туристична індустрія
Зелені Дахи — це назва фермерського господарства 19-го століття у Кавендіші (Острів Принца Едварда, Канада). Це одна з найвідоміших пам'яток в Канаді, що пов'язані з літературою. Будинок був офіційно визнаний Національно-історичною пам'яткою Канади у 1985 році, маєток розташований на території Національного парку Острів Принца Едуарда. Популярність авторки та персонажів її книг активно використовується туристичною індустрією канадської провінції Острів Принца Едварда. У туристичні маршрути включено відтворений хутір-музей Green Gables, «населений» персонажами роману. У театрах йдуть мюзикли за книгами Монтгомері. Туристам радять відвідати шоколадний магазин, де «колись купувала цукерки сама Люсі Мод» тощо.

## Інші книги
| # | Назва книги                   | Дата публікації | Вік Енн Ширлі |
| 1 | Енн із Зелених Дахів          | 1908            | 11-16         |
| 2 | Енн із Ейвонлі                | 1909            | 16-18         |
| 3 | Енн із Острова Принца Едварда | 1915            | 18-22         |
| 4 | Енн із Шелестких Тополь       | 1936            | 22-25         |
| 5 | Енн у Домі Мрії               | 1917            | 25-27         |
| 6 | Енн із Інглсайду              | 1939            | 34-40         |
| 7 | Діти з Долини Райдуг          | 1919            | 41            |
| 8 | Рілла з Інглсайду             | 1921            | 49-53         |

| # | Назва книги                       | Дата публікації | Вік Енн Ширлі |
| — | Ейвонлійські хроніки              | 1912            | —             |
| — | Ейвонлійські хроніки. Продовження | 1920            | —             |
| — | The Blythes Are Quoted            | 2009            | —             |

1. ↑  (unspecified title) — ISBN 978-0-553-21315-7